# Oosterzele
Oosterzele è un comune belga di 13 194 abitanti, situato nella provincia fiamminga delle Fiandre Orientali.